# Docosia fuerteventurae
Docosia fuerteventurae är en tvåvingeart som beskrevs av Chandler och Ribeiro 1995. Docosia fuerteventurae ingår i släktet Docosia och familjen svampmyggor. Inga underarter finns listade i Catalogue of Life.